# Spathidexia cinereicollis
Spathidexia cinereicollis är en tvåvingeart som först beskrevs av Wulp 1891.  Spathidexia cinereicollis ingår i släktet Spathidexia och familjen parasitflugor. Inga underarter finns listade i Catalogue of Life.